# Altınşehir (Başakşehir)
|  | Per a altres significats, vegeu «Altınşehir». |

Altınşehir és un barri d'Istanbul situat al districte de Başakşehir. Té una àrea total d'1,4 km². Segons el Sistema de Registre de la Població Basat en Adreces (ABPRS), el 2023 tenia 24.901 habitants. Anteriorment, l'antic poble romà d'Orient d'Esquiza (grec: Σχιζἀ) era identificat amb el barri veí Yarımburgaz, però d'un temps ençà es considera que correspon a Altınşehir. A principis del 1081, el futur emperador Aleix I Comnè hi feu un alto en el camí durant la seva presa de poder.